# Nye Borgerlige
Nye Borgerlige (dänisch für Neue Bürgerliche; Parteibuchstabe D) ist eine nationalkonservative und rechtspopulistische dänische Partei, die vom Mai 2019 bis zum Januar 2024 im Folketing vertreten war.

## Entstehung

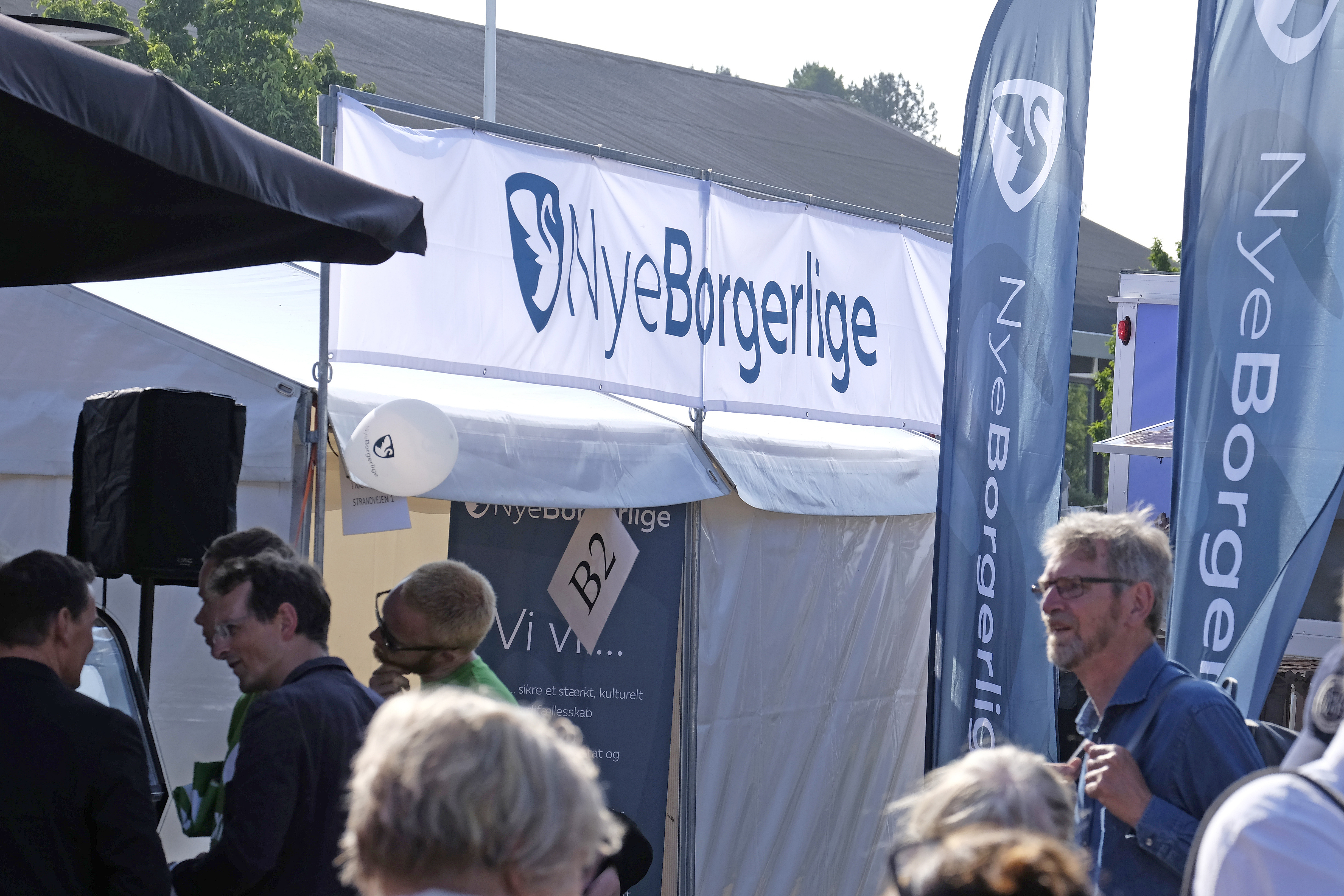
Infostand beim politischen Bürgerfest Folkemødet in Allinge auf Bornholm (2016).

Nye Borgerlige wurde am 24. November 2015 von ehemaligen Mitgliedern der Konservativen Volkspartei, Pernille Vermund und Peter Seier Christensen, initiiert. Am 6. Oktober 2016 wurde die Partei offiziell zur nächsten Parlamentswahl zugelassen.

## Inhalte
Im Vorfeld der für 2019 erwarteten Parlamentswahl verschärfte die Partei zuletzt ihre Rhetorik. Auch Mitgliedern der rechtsextremen Danish Defence League steht eine Parteimitgliedschaft offen.
Neben einer grundsätzlich wirtschaftsliberalen Agenda stellte die Partei „drei unverzichtbare Forderungen“ (tre ufravigelige krav) in den Mittelpunkt:
- radikale Neuausrichtung der Ausländerpolitik
- Stärkung der „dänischen Wertegemeinschaft“
- mehr direkte Demokratie.

Das Muster der „drei unverzichtbaren Forderungen“ wird nach Bedarf inhaltlich variiert. Im Oktober 2018 hieß es beispielsweise:
- totaler Asylstopp
- keine Sozialleistungen für Ausländer
- Abschiebung krimineller Ausländer nach der ersten Verurteilung.

Außenpolitisch fordern Nye Borgerlige den Austritt aus dem „Bürokratie-Monstrum“ Europäische Union im Anschluss an eine Volksabstimmung sowie die Aufkündigung der UN-Flüchtlingskonvention und der UN-Schlussakte gegen Staatenlosigkeit.

## Wahlen
Bei der Kommunalwahl 2017 trat die Partei in 61 von 98 dänischen Kommunen an, erzielte landesweit aber nur 0,9 Prozent und einen einzigen Sitz in Hillerød.
Bei der Folketingswahl 2019 konnten Nye Borgerlige mit gut 83.000 Wählerstimmen oder 2,4 Prozent in das Parlament einziehen und stellten dort vier Abgeordnete. Bei der Folketingswahl 2022 konnten sie dieses Ergebnis steigern und zogen zunächst mit sechs Abgeordneten in das Parlament ein. Bis zum März 2023 schrumpfte die Gruppe der Partei allerdings durch die Parteiaustritte von Mette Thiesen, Mikkel Bjørn und Lars Boje Mathiesen auf nur noch drei Personen zusammen und wurde im Januar 2024 schließlich aufgelöst.

### Wahlergebnisse
| Jahr | Wahl                | Stimmen | Prozent | Mandate |
| ---- | ------------------- | ------- | ------- | ------- |
| 2019 | Folketingswahl 2019 | 83.201  | 2,4 %   | 4/179   |
| 2022 | Folketingswahl 2022 | 129.524 | 3,7 %   | 6/179   |